# Luncavița (Caraș-Severin)

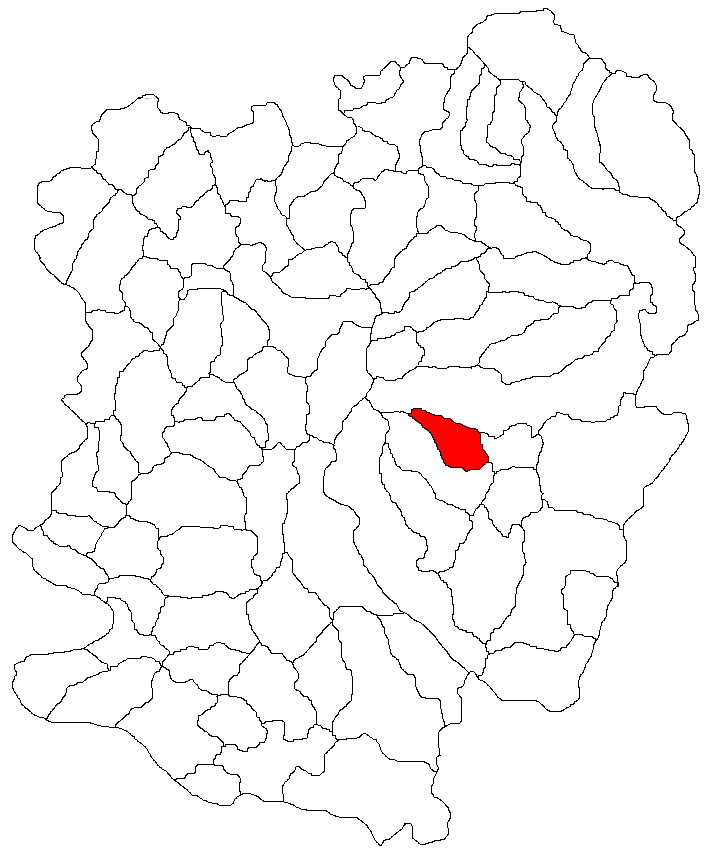
Lage der Gemeinde Luncavița im Kreis Caraș-Severin

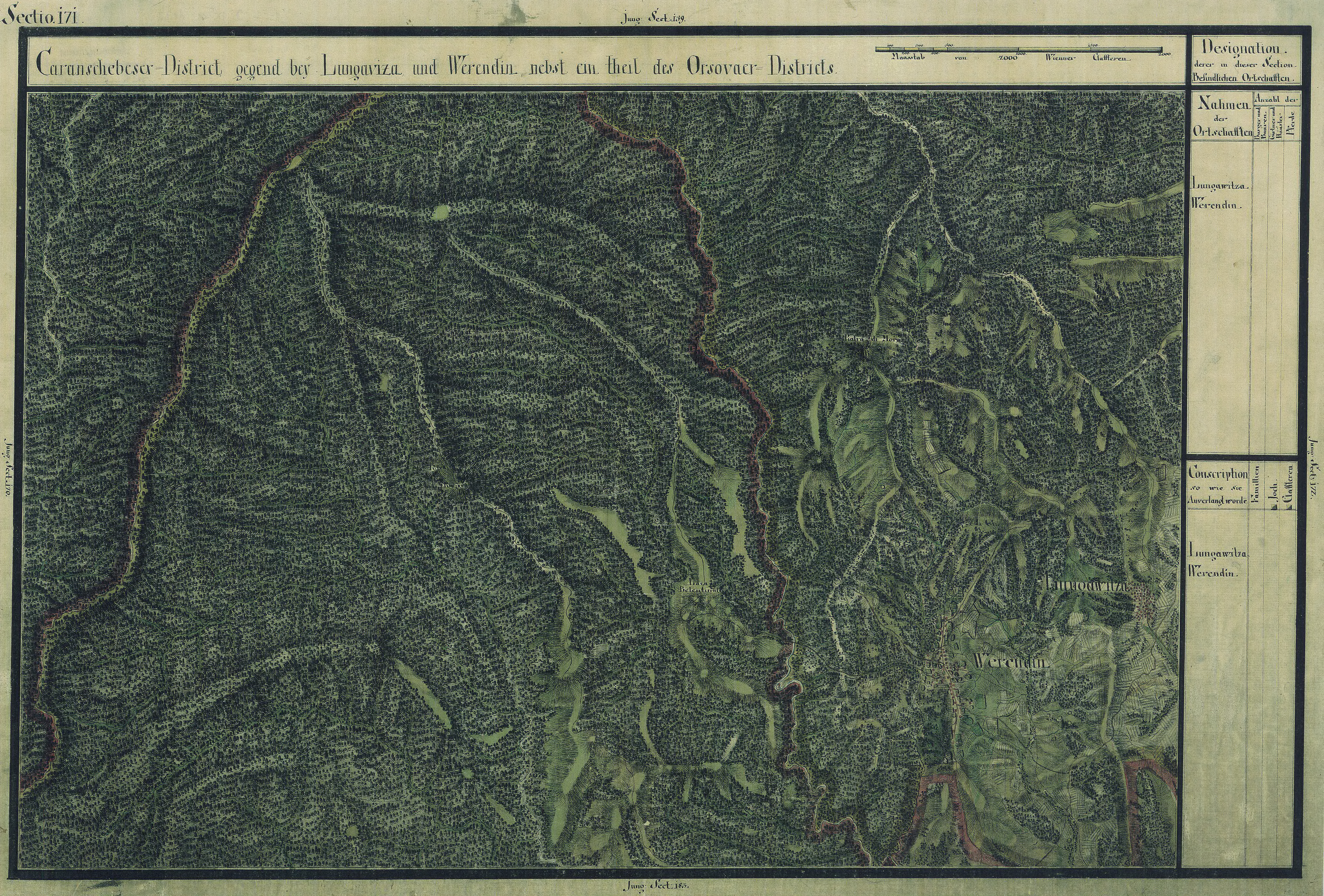
Luncavița auf der Josephinischen Landaufnahme

Luncavița (deutsch Lungawitza, ungarisch Nagylankás) ist eine Gemeinde im Kreis Caraș-Severin in der Region Banat in Rumänien. Zur Gemeinde Luncavița gehört auch das Dorf Verendin.

## Geografische Lage
Luncavița liegt im Süden des Semenic-Gebirges, in 80 km Entfernung von Reșița, 40 km von Caransebeș und 25 km von Băile Herculane.

## Nachbarorte
| Nationalpark Semenic-Cheile Carașului | Teregova                                    | Rusca    |
| Verendin                              | Kompassrose, die auf Nachbargemeinden zeigt | Domașnea |
| Pârvova                               | Mahadica                                    | Cornea   |

## Geschichte
Der Name der Ortschaft hat sich im Laufe der Zeit mehrmals geändert: aus Lunca in Luncava und dann in Luncavița, während der ungarischen Zeit erst Kyslukavicza und dann Nagylankás. Der Name kommt aus dem Slawonischen Lunca.
Eine erste schriftliche Erwähnung von Lunkawicza finden wir bei Frigyes Pesty, in seinem Buch „Die Geschichte des Severiner Banats“ (Istoria Banatului de Severin) aus dem Jahr 1478.
1539 war Mihaly Tornyey Grundbesitzer des Guts. Auf der Josephinischen Landaufnahme von 1717 ist der Ort Lungawitza eingetragen. Nach dem Frieden von Passarowitz (1718) war die Ortschaft Teil der Habsburger Krondomäne Temescher Banat. Während der Banater Militärgrenze gehörte die Ortschaft zur Companie Teregova.
Infolge des Österreichisch-Ungarischen Ausgleichs (1867) wurde das Banat dem Königreich Ungarn innerhalb der Doppelmonarchie Österreich-Ungarn angegliedert. Die amtliche Ortsbezeichnung war Nagylankás.
Der Vertrag von Trianon am 4. Juni 1920 hatte die Dreiteilung des Banats zur Folge, wodurch Luncavița  an das Königreich Rumänien fiel.

## Bevölkerungsentwicklung
| 1880 | 2777 | 2771 | - | 6  | -           |
| 1910 | 3337 | 3279 | 2 | 11 | 45          |
| 1930 | 3558 | 3419 | - | -  | 139         |
| 1977 | 3471 | 3468 | 1 | 1  | 1           |
| 2002 | 2944 | 2891 | 1 | -  | 52          |
| 2021 | 2142 | 2058 | - | -  | 84 (3 Roma) |